# Voetbalkampioenschap van het Ertsgebergte
Het voetbalkampioenschap van het Ertsgebergte (Duits: Gauliga Erzgebirge) was een van de regionale voetbalcompetities van de Midden-Duitse voetbalbond, die bestond van 1912 tot 1933. De competitie werd op 29 september 1912 opgericht als 1. Klasse Erzgebirge. Door het uitbreken van de Eerste Wereldoorlog werd het seizoen 1914/15 niet voltooid. Dit gebeurde ook in 1915/16, hier zijn ook bijna geen resultaten meer van bekend. 
In 1919 reorganiseerde de voetbalbond de competities. De competities van Midden-Saksen, Zuidwest-Saksen, het Ertsgebergte en het Opper-Ertsgebergte werden verenigd onder de nieuwe Kreisliga Mittelsachsen. In de praktijk betekende dit voornamelijk dat de clubs die voorheen in de Zuidwest-Saksische competitie speelden en als sterker beschouwd werden de competitie domineerden. De clubs uit de andere competities speelden in de tweede klasse. In 1923 werd deze hervorming ongedaan gemaakt en gingen de competities opnieuw zelfstandig verder onder de benaming Gauliga. 
Om het aantal deelnemers in de Midden-Duitse eindronde te verminderen zette de bond in 1930 een aantal competities bij elkaar. Zo werd de competitie van het Opperertsgebergte ook bij deze competitie ondergebracht. De twee competities bleven wel apart bestaan, maar beide kampioenen bekampten eerst elkaar voor een eindrondeticket. 
In 1933 kwam de Nationaalsocialistische Duitse Arbeiderspartij aan de macht en werden de overkoepelende voetbalbonden en hun talloze onderverdelingen opgeheven om plaats te maken voor de nieuwe Gauliga.

## Erelijst
- 1913 Alemannia Aue
- 1914 Concordia Schneeberg
- 1915 Niet voltooid
- 1916 Niet voltooid
- 1924 VfL 1907 Schneeberg
- 1925 Viktoria 1913 Lauter
- 1926 Viktoria 1913 Lauter
- 1927 Viktoria 1913 Lauter
- 1928 BC Olympia Grünhain
- 1929 Viktoria 1913 Lauter
- 1930 Viktoria 1913 Lauter
- 1931 Saxonia Bernsbach
- 1932 Saxonia Bernsbach
- 1933 Sturm Beierfeld

## Seizoenen
Hieronder overzicht van de clubs die in de Gauliga Erzgebirge speelden van 1923 tot 1933, clubs die van 1930-1933 in de groep Obererzgebirge speelden worden hier niet meegeteld, deze seizoenen staangenoteerd bij de Gauliga Obererzgebrige. 
| Club                            | /13 | Periode (1912-1915, 1923-1933)  |
| ------------------------------- | --- | ------------------------------- |
| SV Sturm 1901 Beierfeld         | 11  | 1914-1915, 1923-1933            |
| FC Viktoria 1913 Lauter         | 10  | 1923-1933                       |
| VfB 1914 Zwönitz                | 10  | 1923-1933                       |
| FC Tanne Thalheim               | 10  | 1923-1933                       |
| BC Olympia Grünhain             | 9   | 1914-1915, 1923-1930, 1932-1933 |
| FC Saxonia Bernsbach            | 7   | 1924-1926, 1928-1933            |
| VfR Auerhammer                  | 7   | 1926-1933                       |
| TuS Alemannia 1908 Aue          | 7   | 1912-1915, 1923-1927            |
| Eibenstocker BSC 1911           | 3   | 1927-1929, 1930-1931            |
| VfB Aue-Zelle                   | 3   | 1929-1932                       |
| FC Concordia Schneeberg         | 3   | 1912-1915                       |
| SC Waldhaus Lauter              | 2   | 1931-1933                       |
| VfL 1907 Schneeberg             | 2   | 1923-1925                       |
| FC 1910 Lößnitz                 | 2   | 1923-1925                       |
| BV 1908 Thum                    | 2   | 1913-1915                       |
| VfB 1912 Geyer                  | 2   | 1913-1915                       |
| FC Sachsen Schneeberg           | 2   | 1912-1914                       |
| FC Sachsen Annaberg             | 2   | 1912-1914                       |
| FC Sturmvogel Ehrenfriedersdorf | 2   | 1913-1915                       |
| BC S.Vg. Niederschlema          | 2   | 1913-1915                       |
| FC Wacker Schwarzenberg         | 1   | 1912-1913                       |
| VfB 1909 Annaberg               | 1   | 1914-1915                       |
| SpC Sparta Herold               | 1   | 1914-1915                       |

1912/13 · 1913/14 · 1914/15 · 1915-1923 · 1923/24 · 1924/25 · 1925/26 · 1926/27 · 1927/28 · 1928/29 · 1929/30 · 1930/31 · 1931/32 · 1932/33